# Grabovnica vára
Grabovnica egy középkori vár volt Horvátországban, a Verőce-Drávamente megyei Pitomacsához tartozó Grabrovnica település területén.

## Fekvése
A megye egyik legnyugatibb települése egy alacsony, termékeny dombháton épült fel, melyen itt-ott nagyobb homokrétegek is találhatók. Jellegzetessége a falu közepén elterülő nagy beépítetlen térség, melyet a házak észak-déli irányban szegélyeznek. Ez a Berek, melynek helyén évszázadokig egy nagy tó volt, de az 1960-as években kiszárították. A falu északi részén található a Hát (Hat) nevű, homokkal fedett domb, melyen egykor a vár állt.

## Története
A település eredetéről, nevének jelentéséről, eredeti lakosairól keveset tudni. A nevéről szóló legenda szerint itt sok évvel ezelőtt egy gyertyánfaerdő volt, és a falut is erről nevezték el. Egy kevéssé ismert történet, hogy 1094-ben, amikor László király több főúri hatalmassággal Horvátországba látogatott, a kíséretében megemlítenek egy Grab nevű sümegi ispánt is. Ez a név a Dráva mentén, 1372-ben tűnik fel újból, amikor Gorbonuk (ma Kloštar Podravinski) várának tulajdonosa egy Miklós nevű nemes volt. Miklós fiai Grab és István voltak, akik ezen vidéken a király nevében gyakorolták a hatalmat. Grab ezután a mai Dinjevac falutól délre eső földeket örökölte, ahol várkastélyt emeltetett. Ekörül fejlődött ki a falu, amit az ura után Grabovnicának neveztek. A török háborúk idején a falu lakosai elmenekültek. Egy részük a közeli erdőkbe menekült, más részük átszökött a Dráván, a várat pedig a törökök lerombolták, majd a szél homokkal befújta.

## A vár mai állapota
1650 után a törököket kiűzték, a lakosság visszatért és újjáépítette a falut a jelenlegi formájában. A házaikat gyakran a vár helyéről kitermelt homokkal építették fel. Ilyenkor találtak itt téglákat, csontokat és edénydarabokat is. Az 1970-es évek végén zajlott tervszerű ásatás itt a valószínűleg Grab ispán által emeltetett középkori vár, vagy várkastély létezését mutatta ki. Ekkor derült ki az is, hogy a várkastélyt kettős, vagy hármas sánc övezte, melyeknek csak jelentéktelen maradványai találhatók.